# Skewb

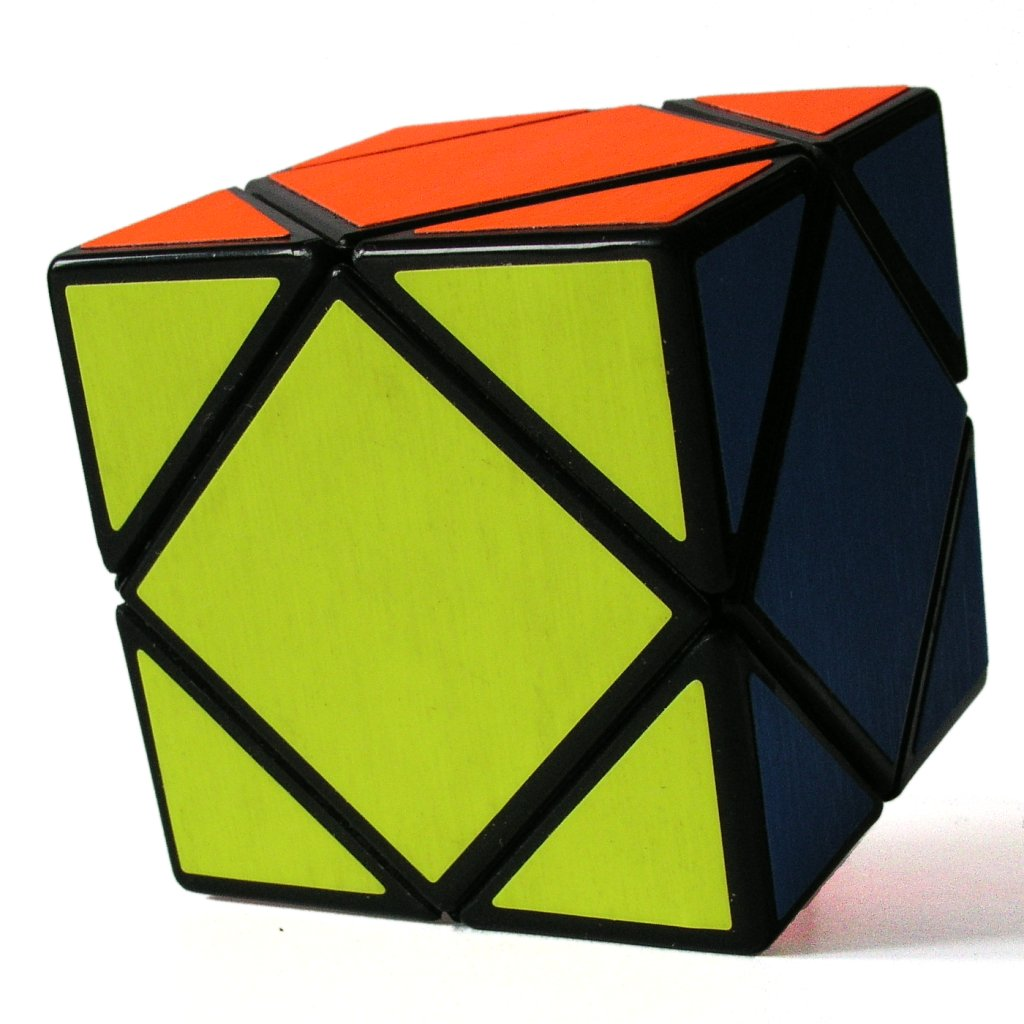
Een Skewb.

De Skewb is een variant op Rubiks kubus, ontworpen door Tony Durham en op de markt gebracht door Uwe Mèffert. Hoewel hij een kubusvorm heeft, verschilt de Skewb van Rubiks kubus doordat de vier rotatie-assen door de hoekpunten van de kubus gaan in plaats van het midden van de vlakken. Het is hierdoor een zogeheten deep-cut puzzel waarbij elke draaiing elk van de zes vlakken van de kubus verandert.
De oorspronkelijke naam van Mèffert voor deze puzzel was de Pyraminx Cube om te benadrukken dat het deel was van een serie met de eerste puzzel, de Pyraminx. De meer pakkende naam Skewb (een Engelse woordgrap die is gebaseerd op een combinatie van cube, "kubus", en skew, "scheef" of "scheluw") is bedacht door Douglas Hofstadter in zijn column Metamagical Themas ("metamagische thema's) in de Scientific American. Deze naam beviel Mèffert en hij bracht niet alleen deze puzzel onder die naam op de markt maar ook andere producten bevatten de naam, zoals de Skewb Diamond.
Het huidige wereldrecord voor het oplossen van een Skewb is 0,81 seconden, en staat op naam van Zayn Khanani uit de Verenigde Staten.